# Aprionus lapponicus
Aprionus lapponicus är en tvåvingeart som beskrevs av Jaschhof och Boris Mamaev 1997. Aprionus lapponicus ingår i släktet Aprionus och familjen gallmyggor. Arten är reproducerande i Sverige. Inga underarter finns listade i Catalogue of Life.